# Vít-Bohumil Homolka
Vít-Bohumil Homolka (* 12. dubna 1956 Nové Město na Moravě) je český básník, výtvarník, performer a textař. Psal či působil pod jmény, pseudonymy a šiframi Vít Homolka, Vít Bohumil Homolka, Víťa, vítbohumilhomolka, v.b.h, vbh, Jan A. Nepomuk Morava, Jan Antonín Nepomuk Morava, J.A.N. Morava, janm. Bydlí ve Žďáru nad Sázavou.

## Biografie
Děd V. B. Homolky z matčiny strany byl francouzským legionářem, příslušníkem roty Nazdar. Jako legionářský spisovatel přispíval po první světové válce do různých sborníků. Napsal životopis nejmladšího příslušníka roty Nazdar: Lumír Březovský, benjamín roty Nazdar. Ve Francii se za první světové války oženil, posléze se přestěhoval do Československa a žil v Tišnově u Brna. Otec V. B. Homolky pracoval jako statistik a pojišťovací agent. Matka, díky francouzským kořenům, pracovala jako překladatelka. V. B. Homolka má dva sourozence: bratra Pavla, který emigroval v roce 1982 do Austrálie, a sestru Světlanu.
Vyučil se číšníkem. Po podpisu Charty 77 v roce 1978 vyloučen z dálkového studia střední ekonomické školy. StB na něj vedla svazky Rok a Teror.
Stál u počátků samizdatu ve Žďáře nad Sázavou, napojen přes tišnovské kanály na Chartu 77. Kromě vlastní samizdatové práce přispíval do časopisu Vokno, Kaluže na stropě, Smykláč, Mašourkovské podzemné a dalších. Objevil se ve sborníku My I, My II, 13, Řez. Založil nejprve umělecký spolek Atomová Mihule, později zakládal stejnojmennou hudební skupinu (původně Atomic Mihule). S V. Trojánkem vymyslel a provedl v roce 1980 happening Psychedelická setba. Byl spoluautorem některých sbírek a her, které vznikly během dvouleté vojenské služby, byl Martin Smrž-Ira(MSI). Po revoluci v roce 1989, jíž se aktivně a organizátorsky účastnil, založil kulturní organizaci Kruh nezávislé kultury. Po revoluci publikoval ve Tvaru, Salonu Práva a na internetové Dobré adrese. Knihu Best of  mu vydalo nakladatelství Moldánky. Totéž nakladatelství vydalo ještě sbírku Žďár nad Sázavou neprojdou, ve které je uveden. S dcerou Barborou vydal za podpory města Žďáru nad Sázavou komiks Bohumil Mareš, legionář roty Nazdar.
Dvě volební období byl zastupitelem města Žďár nad Sázavou, jedno volební období ještě městským radním. Pět let vedl kroniku města Žďár nad Sázavou.
Je ženatý, má dvě dcery.

## Ocenění
Pamětní odznak účastníka III. odboje; květen 2016

## Výstavy obrazů
- Výtvarná současnost /současná výtvarnost;  výstava obrazů, které posléze byly spáleny, duben 1980
- Výstava obrazů amatérských malířů; Tišnov, 1983
- Výstava amatérských obrazů; pořadatel Stavební a bytové družstvo Žďár nad Sázavou, květen 1985
- Výstava amatérských malířů; Litvínov 1986
- Hlavně aby nezmizela radost aneb průřez vlastní tvorbou; 4.–30. 11. 2013, Městské divadlo Žďár nad Sázavou
- Věrnost vyřazenému stroji – výstava obrazů skupiny kolem Atomové Mihule; Kino Vysočina Žďár nad Sázavou, 1.10. – 30.11 2019

## Výstava o samizdatu
- Věrnost vyřazenému stroji - spoluautor Vladimír Trojánek, Samizdat ve Žďáře nad Sázavou; Regionální muzeum, Knihovna Matěje Josefa Sychry, Kino Vysočina ZR, 1. 10. – 30. 11. 2019
- https://muzeum.zdarns.cz/vystavy/pripravujeme-vernost-vyrazenemu-stroji-1.-10.-23.-11.-2019
- (spolupráce Odbor kultury ZR, Regionální muzeum, Knihovna M. J. S., Kino Vysočina)
- Výstava Vzdo(r) 2021 - 2022, zámek Kinských https://www.informuji.cz/en/events/v/248091-vystava-vyslovny-zakaz-dalsiho-opisovani-rukopisu-vzdor/
- Vinylová galerie s Vladimírem Trojánkem, městské divadlo říjen - listopad 2022https://zdarsky.denik.cz/ctenar-reporter/neni-vinyl-jako-vinyl-sbirka-obalu-vinylovych-desek-ohromi-v-mestskem-divadle-20.html
- Akce normalizace, Knihovna Matěje Josefa Sychry29. 10. 2024-30. 11. 2024. https://www.televizevysocina.cz/vystava-akce-normalizace-v-cechove-dome/https://www.knihzdar.cz/akce/detail/akce-normalizace